# Susanne Lautenbacher
Pour les articles homonymes, voir Lautenbacher.
Susanne Lautenbacher, né le 19 avril 1932 à Augsbourg (Allemagne) et morte le 15 septembre 2020, est une violoniste allemande. Elle est l'une des pionnières du mouvement d'interprétation de la musique ancienne.

## Biographie
Susanne Lautenbacher a commencé ses études de violon à Munich, avec Karl Freund, premier violon du Quatuor Freund. Plus tard, elle a poursuivi ses études avec Henryk Szeryng. Fort jeune, elle a remporté le concours de violon de l'ARD, à Munich.
Enseignante à la Musikhochschule de Stuttgart, elle a reçu le titre de professeur en 1965. Entre 1950 et 1990, elle a réalisé de nombreux enregistrements pour les labels Vox Records, Turnabout, Intercord, Bärenreiter-Musicaphon, Bayer et quelques autres. Son mari, Heinz Jansen, était le fondateur et directeur des studios Südwest-Tonstudios Stuttgart.
Ses enregistrements comprennent les Sonates du Rosaire de Biber, ainsi que des concertos de la période baroque, tels Locatelli, Vivaldi et Bach, d'importantes œuvres classiques de Mozart (les cinq concertos et le Concertone K. 190), Hummel, Beethoven (outre le concerto, les sonates « Le Printemps » et « Kreutzer ») et Schubert, Rolla, les grands concertos romantiques, comme ceux de Mendelssohn, Spohr et Brahms. Elle a également enregistré de la musique de chambre dans des œuvres modernes de Henze, Reger, Pfitzner, Kurt Weill, etc. En 1975 elle donne la création du Concerto pour violon « Septuarchie » d'Eva Schorr (* 1927) et en 1978, la première mondiale du Concerto pour violon et voix « Orpheus », op. 41, d'Arthur Dangel (* 1931).
Elle s'est produite régulièrement avec l'Orchestre de chambre de Wurtemberg de Heilbronn, sous la direction de Jörg Faerber. Son intérêt pour la musique ancienne fait d'elle une pionnière de l'exécution historique, avec des musiciens tel Hans-Martin Linde et l'ensemble Collegium Aureum. Entre 1967 et 1973, elle a joué six fois dans des concerts en soliste avec l'Orchestre symphonique de Berlin, sous la baguette de son chef principal, Carl August Bünte. Dans le domaine de la musique de chambre, elle a été membre du Trio Bell'Arte de Stuttgart, avec Ulrich Koch (alto), Thomas Blees ou Martin Ostertag (violoncelle), et la pianiste Martin Galling.
Les Sonates du Rosaire de Biber sont jouées sur un violon Nicolas Lupot de 1789, Johannes Cook à la viole touche un instrument de Joachim Tielke de 1677.

## Discographie partielle
- 1957 : Locatelli, L'arte del violino, op. 3 - Orchestre de chambre de Mainz, Dir. Günter Kehr (Vox Records ; rééd. 4CD Membran 222143)
- 1962 : Biber, Sonates du Rosaire - avec Johannes Koch, viole de gambe ; Rudulf Ewerhart, orgue, clavecin et régale (2CD Box SVBX 552)
- 1964 : Bach, Concertos brandebourgeois, Concertos pour violon, BWV 1041–1043 - Dieter Vorholz, violon, Orchestre de chambre de Mainz (Vox)
- 1965 : Mozart, Sérénade « Haffner », K. 250 (Vox/Turnabout)
- 1966 : Vivaldi, Les Quatre Saisons (Vox/Turnabout)
- 1969 : Viotti, Concerto pour violon no 22 (Vox/Turnabout)
- 1972 : Bartók, Concerto pour violon no 1 / Rhapsodies nos 1 et 2 (Vox/Turnabout)
- 1973 : Henze, Zimmermann, Concertos pour violon (Candide)
- 1973 : Bach, Sonates et partitas pour violon seul, BWV 1001–1006 (3CD Musical Concepts)
- 1975 : Mendelssohn, Concerto pour violon - Orchestre de chambre de Württemberg, Dir. Jörg Faerber (Vox/Turnabout)
- 1975 : Kodály : Musique de chambre (Vox/Turnabout)
- 1977 : Mozart, Duos pour violon et alto, K423, K424
- 1977 : Schumann, Concerto pour violon (Vox/Turnabout)
- Vivaldi, Concertos - Hans-Martin Linde (DG/Archiv)
- Stamitz, Sinfonia concertante pour violon et alto (Vox/Turnabout)
- Bach, Sonates pour violon et clavecin, BWV 1014–1019 - Martin Galling, clavecin (Vox)
- Beethoven, Concerto pour violon, Romances
- Reger, Trio en si mineur, op. 2 - avec Ulrich Koch (Bayer Records)